# Willsboro (New York)
Willsboro est une municipalité (town) américaine de l'État de New York, située dans le comté d'Essex.

## Géographie
La municipalité s'étend sur 190,06 km2 (dont 79,44 km2 en eau) dans le parc Adirondack, au nord-est du comté d'Essex et est bordée par le lac Champlain à l'est, à la frontière avec l'État du Vermont. Elle comprend les localités de Willsboro, Willsboro Point, qui occupe une péninsule sur le lac Champlain, et Reber. L'archipel des Quatre frères, comprenant quatre îles au milieu du lac, dépend également de Willsboro.
Elle est traversée par la Boquet, qui se jette dans le lac Champlain.
|       | Chesterfield | South Burlington (Vermont)        |
| Lewis | Willsboro    | Lac Champlain Shelburne (Vermont) |
|       | Essex        | Charlotte (Vermont)               |

## Histoire
La localité est fondée en 1765 par William Gilliland et prend en son honneur le nom de Willsborough, devenu Willsboro.

## Politique et administration
La municipalité est administrée par un superviseur et un conseil de quatre membres élus pour deux ans.

## Culture et patrimoine
Willsboro abrite une cabane qui aurait été construite par Samuel Adsit, vétéran de la guerre d'indépendance, en 1778 et serait l'une des plus anciennes cabanes en rondins des États-Unis qui existe encore à son emplacement d'origine.
L'église congrégationaliste a été construite en 1834.
Flat Rock Camp est une propriété construite à la fin du XIXe siècle par Augustus G. Paine Jr. (en), papetier, auquel on doit également la bibliothèque-mémorial construite en 1930.